# Himal Chuli
Der Himal Chuli ist ein Berg im Himalaya.
Er ist der südöstlichste Gipfel im Mansiri Himal (auch Manaslu-Gruppe). Er liegt östlich des Marsyangdi-Tales und ist von Kathmandu aus sichtbar. Er ist der 18.-höchste Berg der Erde.
Er wurde am 24. und 25. Mai 1960 von H. Tanabe, M. Harada, H. Miyashita und K. Nakazawa über die Ostseite erstbestiegen. Bereits 1955 versuchte eine britische Expedition den Gipfel zu erreichen. Sie kamen damals bis in eine Höhe von 7000 m. Die erfolgreiche japanische Expedition musste sich den Weg zum Berg durch größere Spenden freikaufen.